# Mutpuracinus archiboldi
Mutpuracinus archiboldi és una espècie extinta de marsupials carnívors. És un dels membres més primitius de la família Thylacinidae, a més de ser un dels més petits. Se n'han trobat restes fòssils al Territori del Nord (Austràlia).